# Палтін – Корбу/Дрегешань
Палтін – Корбу/Дрегешань – трубопровід, який сполучає газотранспортні коридори Трансильванія – Бухарест та Олтенія – Бухарест.
На південній межі трансильванської улоговини у Палтіні одна з ниток діаметром 600 мм полишає трасу коридору на Бухарест та завертає на південний захід до Скіту-Голешть. Тут вона зустрічається з двома відгалуженнями від коридору Олтенія – Бухарест, котрі починаються у Дрегешень та Корбу. При цьому від Палтін та Дрегешень можлива подача ресурсу лише у одному напрямку (південному та північному відповідно), тоді як Корбу працює як на видачу, так і на прийом. Всього у системі можливі наступні варіанти руху ресурсу:
- від Палтіна до Корбу (звідси ресурс може рухатись далі на Бухарест, Хурезань, або по перемичці до придунайського міста Турну-Мегуреле, де наявний завод азотної хімії);
- від Палтіна до Скіту-Голешть і далі у напрямку Дрегешень, але не досягаючи траси Хурезань-Бухарест. В такому випадку подається живлення для споживачів на ділянці Скіту-Голешть – Дрегешень, одним з яких є ТЕЦ Говора;
- від Корбу до Скіту-Голешть і далі у напрямку Дрегешень, але не досягаючи траси Хурезань-Бухарест;
- від Дрегешень до Скіту-Голешть і далі до Корбу. 
Таким чином, під’єднані до відтинку Скіту-Голешть – Корбу споживачі можуть отримати ресурс, закачаний з будь-якої із трьох точок системи – від Палтіна, Корбу та навіть Дрегешень. Серед них можливо назвати великий автомобільний завод Dacia у Міовень, який в 2019-му випустив 349 тисяч автомобілів. Раніше споживачами також могли бути нафтопереробний завод Пітешть та ТЕЦ Пітешть-Південь, зачинені на початку 21 століття.
На ділянці довжиною 69 км між Палтін та Скіту-Голешть прокладена одна нитка діаметром 600 мм. Між Скіту-Голешть та Корбу існують дві нитки, одна з яких по всій довжині має діаметр 500 мм, тоді як діаметр іншої переходить при русі від Скіту-Голешть з 500 мм до 300 мм. Ділянка між Скіту-Голешті та Дрегешень також має змінний діаметр: 500 мм у північній та 400 мм у південній частині.